# ロウコゾア
ロウコゾア門(Loukozoa) は、エクスカバータ生物群の分類に用いられることがある側系統の分類群である。ギリシア語で「溝」という意味のloukosという言葉に由来する。
2003年の定義ではロウコゾアはジャコバ類とマラウィモナスを含むが、分子系統学によりジャコバ類はむしろヘテロロボサやユーグレノゾアと近縁であることが強く示唆されている。
何度も再定義されており、定義によってはメタモナダ類の一部または全部を含む。